# Mrtvica (Serbia)
Mrtvica (cyr. Мртвица) – wieś w Serbii, w okręgu pczyńskim, w gminie Vladičin Han. W 2011 roku liczyła 300 mieszkańców.